# Anomala ludgera
Anomala ludgera är en skalbaggsart som beskrevs av Ohaus 1938. Anomala ludgera ingår i släktet Anomala och familjen Rutelidae. Inga underarter finns listade i Catalogue of Life.